# زمین‌لرزه ۱۹۱۲ ایسلند
زمین‌لرزه ایسلند  در تاریخ ۶ مه ۱۹۱۲ میلادی، برابر با ‎۱۶ اردیبهشت ۱۲۹۱، ساعت ۱۹:۰۰:۰۰ به زمان یوتی‌سی در ایسلند رخ داد. بزرگی آن ۷ در مقیاس Ms اعلام شده‌است. زمین‌لرزه به وقت محلی در روز دوشنبه، ساعت ۱۹ روی داده و منطقه زمانی آن یوتی‌سی +۰ بوده‌است .
سازمان زمین‌شناسی آمریکا نیز جای این زمین‌لرزه را در مختصات ۶۴°شمالی ۲۰°غربی / ۶۴°شمالی ۲۰°غربی و بزرگی آنرا برابر با ۷٫۵ در مقیاس ریشتر اعلام کرده‌است. ژرفای گزارش شده از سوی این سازمان ۶۰ کیلومتر می‌باشد.
شمار کشتگان زلزله حدود ۱ نفر بوده‌است. 